# Namtumbo (Bezirk)
Namtumbo ist ein Verwaltungsbezirk (Ward) des Distrikts Namtumbo in der tansanischen Region Ruvuma.

## Geografie
Namtumbo liegt im Südwesten von Tansania etwa 60 Kilometer Luftlinie nordöstlich der Regionshauptstadt Songea. Der Bezirk grenzt im Norden an Mgombasi, im Nordosten an Likuyuseka, Osten an Rwinga, im Süden an Luchili, im Südwesten an Luegu und Litola und im Westen an Hanga und Mputa. Bei der Volkszählung 2022 lebten 26.440 Menschen in 6394 Haushalten auf einer Fläche von 368 Quadratkilometern.

## Gliederung
Der Bezirk besteht aus 40 Orten (Kitongoji):
- Nahoro
- Uzunguni
- Mfuate
- Sokoine
- Muungano
- Mnazi Mmoja
- Mlandizi
- Nyerere
- Amani
- Miembeni
- Libango Mjini B
- Libango Mjini C
- Madukani
- Liyungu
- Majengo
- Mabatini
- Migweha
- Nariho
- Matarawe
- Luegu
- Mlandizi
- Minazini
- Luegu Namisumary
- Libango Mjini A
- Misufini
- Azimio
- Lusenti A
- Lusenti B
- Changarawe
- Muungano A
- Muungano B
- Ushirika A
- Ushirika B
- Shuleni
- Kanisani
- Gulioni
- Kiburungutu
- Magereza
- Bomani

## Bildung
Im Bezirk liegen drei weiterführende Schulen. Die Namtumbo Secondary School wird privat geführt. Sie bildet Jugendliche als Tages- oder Internatsschüler bis zur 4. Stufe aus. Die Narwi Secondary School und die Nasuli Secondary School sind staatliche Tagesschulen, wobei die erste bis zur 4. und die zweite bis zur 6. Stufe ausbildet.